# سرابيوم (الإسكندرية)

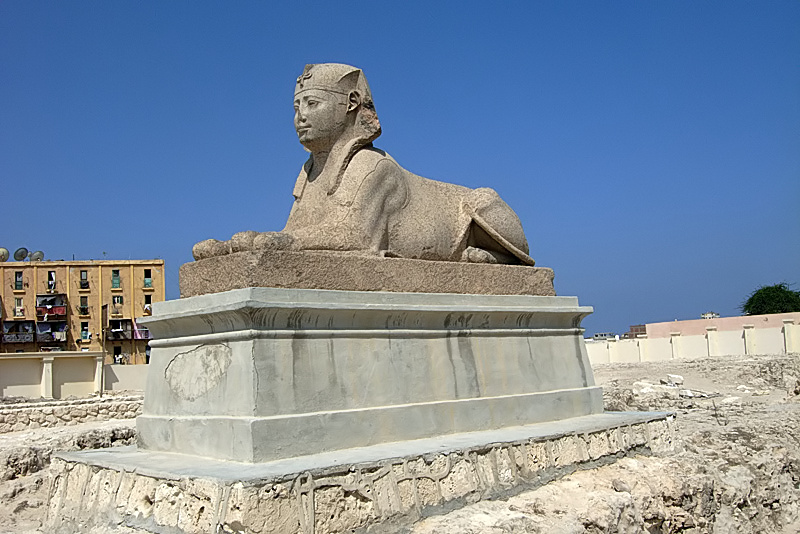

سرابيوم هو معبد أثري يوجد في منطقة تل عمود السواري. حظي هذا المعبد بأهمية سياحية كمكان للاستشفاء، يتوافد عليه المرضى أو طالبو الشفاء عن طريق الأحلام أو يسمي باحتضان المرض، حيث كان هناك حجرات حول المعبد لسكن هؤلاء المرضى من المتعبدين للإلهة سرابيس.

## تشييد المعبد
اكتَشف هذا المعبد ألان رو عام 1943/44. وقد تضاربت آراء المؤرخين القدامى حول فترة تشييد هذا المعبد؛ فبعض الآراء تنسبه إلى الإسكندر الأكبر ولكنه أمر مستبعد حيث أن الإسكندر الأكبر لم يمكث في الإسكندرية مدةً كافيةً لإقامة مثل هذا المعبد الضخم، بينما في موضع آخر ينسب تاكسيوس (مؤرخ قديم) تشييد هذا المعبد إلى بطليموس الأول. ولكن ودائع الأساس التي كَشف عنها ألان رو في الموقع تحدد فترة بناء المعبد بعصر بطليموس الثالث (إيورجتيس الأول).
ويبدو أن بطليموس الثالث بدأ تشييد معبد الإله سرابيس، وفي فترة لاحقة شيّد معبد إيزيس؛ وأضاف بطليموس الرابع معبد لحرابوقراط ليستكمل بذلك منشآت عبادة الثالوث السكندري كما هو ثابت في النقوش المسجلة على ودائع الأساس المصنعة من مواد مختلفة كالذهب والفضة والبرونز والطين والزجاج والقيشاني، وعليها سُجّلت باللغة الهيلوغريفية مع ترجمة باليونانية تاريخ بناء كل معبد والملك الذي قام بتشييده. وهي محفوظة الآن في المتحف اليوناني الروماني بالأسكندرية. والجدير بالملاحظة أن ودائع الأساس سمة فرعونية غير متعارف عليها عند اليونانيين.
شيد المعبد لعبادة ثالوث الإسكندرية (سرابيس وزوجته إيزيس وابنها حربوقراطيس).

## تقسيم المعبد
كان الجزء الأوسط من المعبد مخصصاً للمعبود سرابيس والغربي للمعبودة إيزيس، بينما خصص الجزء الشمالي للمعبود حربوقراط.
اتّخذ المعبد شكل مستطيل. ونظراً لأن المعبد شُيّد في الحي الوطني، فكان لا بدّ من تصميمه على النمط الفرعوني مع إضافة عناصر يونانية كنوعٍ من التوافق بين اليونانيين والمصريين، وهي السياسة التي اتّبعها الإسكندر الأكبر وسار عليها البطالمة من بعده.
ونظراً لارتباط آلهة ثالوث الإسكندرية في العبادة بآلهة أخرى، كان لا بد من بناء معابد أو هياكل لها على هذه الساحة المقدسة. فشيّد معبد للمعبود أنوبيس وآخر لهيرمانوبيس. كذلك وجدت آثار لعبادة تحوت وأيون وغيرهما من الآلهة.

## المعبد فيما بعد العصر البطلمي
في العصر الروماني هُدم هذا المعبد البطلمي وبُني بدلاً منه معبد آخر روماني مستطيل الشكل أيضاً. ولكن ثورة السكندريين في عهد الإمبراطور تراجان تسببت بهدم المعبد، وبني بدلاً منه معبد آخر في عصر الإمبراطور هادريان.

## وصف المعبد
على الرغم من أن المعبد لم يبقَ منه سوى أطلال إلا أن كتابات المؤرخين القدامى والتي من أقوالهم «إن السرابيوم يرتفع وسط الهواء بين مجموعة من الابنية ويمتد في كل الاتجاهات متّبعاً شكل مربع ضخم»ولقد حدد ألان رو الجزء العلوي بالتل الذي يوجد علية عمود دقلديانوس (عمود السواري). أما الجزء السفلي فيقع أسفل التل حيث الممرات الطويلة والدهاليز التي يمكن الوصول إليها بطريقيين أحداهما مخصص للعربات والأخر للمشاة.
ويقع المعبد في وسط التل وله مدخل من أربعة أعمدة وسلم كبير من المرمر، شيد على النمط الروماني كما وصفة أفتونيوس، ثم صالة مسقوفة يرتفع سقف جزءها الأوسط عن باقي سقف الصالة الذي يتخذ شكل قبة محمولة على صف مزدوج من الأعمدة الرخامية، ثم ساحة مربعة يتوسطها فناء تحيط به أعمدة، وتزين جدرانه كما وصفة أفتونيوس مناظر من الميثولوجيا اليونانية. ويحيط بالمعبد أروقة مزدوجة قائمة على أعمدة تيجانها مصنوعة من البرونز المذهب وسقفها مزخرف بزخارف ذهبية. ووسط هذه الأروقة وجد هيكل سرابيس الذي يتوسطة تمثال الإله في وضع يسمح لأشعة الشمس بالنفاذ عبر نافذه في الجهة الشرقية لتسلط مباشرة على وجهة الإله.

## إغلاق وتدمير السيرابيوم

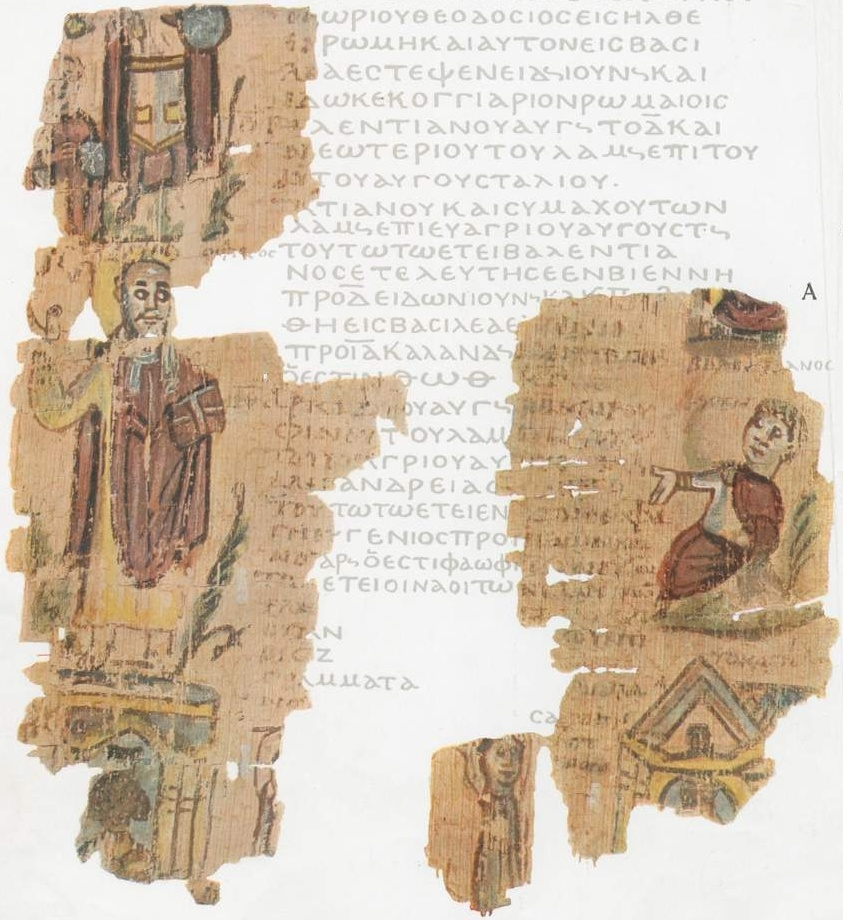
رسم على ورق البردي من التاريخ العالمي السكندري يُظهر البابا ثيوفيلس الأول الإسكندري واقفًا على أنقاض السيرابيوم عام 391.

تم إغلاق معبد السيرابيوم في الإسكندرية في يوليو من عام 392م، في سياق حملة أوسع شنّها الإمبراطور ثيودوسيوس الأول لتجريم الطقوس الوثنية وإغلاق المعابد في أنحاء الإمبراطورية الرومانية. وخلال فترة حكمه، حوّل ثيودوسيوس الأعياد الوثنية إلى أيام عمل، ومنع التضحيات العامة، وأصدر قرارات تدريجية بإغلاق المعابد، في خطوات هدفت إلى إنهاء الديانة الوثنية رسميًا.

### الرواية المسيحية
وفقًا للمصادر الكنسية مثل سوزومين وروفينوس الأكويني، حصل البابا ثيوفيلس الأول الإسكندري على أحد المعابد الوثنية المهجورة، يُعتقد أنه كان مكرسًا للإله ديونيسوس، وقام بتحويله إلى كنيسة. خلال أعمال التحويل، تم إخراج الرموز والتماثيل الطقسية الوثنية، والتي تضمّنت رموزًا تُستخدم في طقوس الخصوبة وتُعد ذات طابع فاضح ضمن السياق الديني الوثني، وعُرضت في موكب علني اعتُبر مهينًا ومثيرًا لاستفزاز أتباع الديانة الوثنية في المدينة.
أدى ذلك إلى اندلاع صراع، حيث تحصّن بعض الوثنيين داخل السيرابيوم، واحتجزوا عددًا من المسيحيين، وأجبروهم على تقديم التضحيات. وتورد المصادر الكنسية أن من رفض منهم تعرّض للتعذيب، بما في ذلك كسر السيقان أو الصلب، وقُتل بعضهم في ظروف وصفت بالقسوة.
وُصف السيرابيوم في بعض الروايات بأنه "آخر معقل للوثنيين الذين تحصنوا بداخله"، قبل أن يُقتحم من قبل القوات المسيحية، ويُطرد المحتمون، وتُدمَّر محتوياته.
وفي أعقاب الأحداث، أصدر الإمبراطور ثيودوسيوس الأول مرسومًا بالعفو عن المشاركين، مشروطًا بتدمير الصور والأصنام الوثنية. ثم تدخلت القوات الرومانية بقيادة القائد رومانوس، وبمعاونة الحاكم إيفاغريوس، لاستعادة الموقع. وتشير بعض الروايات إلى أن المعبد دُمّر بالكامل، بينما تذكر أخرى أنه حُوِّل إلى كنيسة حملت لاحقًا اسم الإمبراطور أركاديوس.

### الرواية الوثنية
أما رواية المؤرخ الوثني أيونابيوس في كتابه سير الفلاسفة والمتكلمين، فترى الحدث من منظور مختلف. حيث وصف تدخل المسيحيين بأنه حملة تخريبية "دون سبب ظاهر"، مُستخدمة تكتيكات عسكرية لهدم المعبد ونهب محتوياته. واتهم الجماعات المسيحية باستبدال الرموز الدينية الوثنية برفات قال إنها تعود لمجرمين مدانين، زاعمًا أنهم نُصّبوا لاحقًا كـ"شهداء". كما استخدم لغة ازدرائية في وصف الرهبان المسيحيين بقوله إنهم "رجال في الشكل، لكنهم يعيشون كالخنازير".
تُعد رواية أيونابيوس انعكاسًا لموقف بعض المثقفين الوثنيين المتأخرين تجاه صعود المسيحية، وهي تحمل لغة مشحونة أيديولوجيًا أكثر من كونها وصفًا موضوعيًا[بحاجة لمصدر].

### السياق الأوسع
يرى المؤرخ الحديث بيتر براون أن تدمير السيرابيوم كان جزءًا من سلسلة من أعمال العنف الحضري التي استمرت لقرون في الإسكندرية، والتي غالبًا ما كانت تتخذ طابعًا دينيًا أو عرقيًا، بين المسيحيين، واليهود، واليونانيين.
وقد سبقت هذه الأحداث اشتباكات موثقة بين المسيحيين وغير المسيحيين في المدينة، منها ما ذكره أوسابيوس عن قتال شوارع في عام 249م، إلى جانب أعمال عنف لاحقة خلال صراعات دينية في عامي 341 و356م.
كما أشار رامزي ماكمولان إلى أن مثل هذه الحوادث لم تكن معزولة، بل سبقتها أعمال عنف ديني وثقافي، منها اغتيال جورج الكبادوكي عام 363م، نتيجة ممارساته العدائية تجاه المعابد الوثنية.

### تحليلات المؤرخين المعاصرين
يرى بعض المؤرخين المعاصرين، مثل Robin Lane Fox وGarth Fowden، أن تدمير السيرابيوم لا يمكن تفسيره فقط كصراع ديني، بل كتفاعل معقد بين سياسات الدولة، نشاطات الجماهير، والانقسامات الثقافية في الإمبراطورية الرومانية المتأخرة.